# Вермиллион (река)
Вермиллион, Вермильон (англ. Vermillion River) — река в штате Южная Дакота, США. Приток реки Миссури. Её длина — 154 км.
Река Вермиллион образуется слиянием двух рек, которые носят названия Восточный рукав (East Fork Vermillion River)и Западный рукав (West Fork Vermillion River). Восточный рукав имеет длину 166 км и берёт начало в озере Уайтвуд в Кото-де-Прери. Длина Западного рукава — 174 км, его истоки находятся в округе Майнер. Оба рукава текут в южном направлении, практически параллельно друг другу, и сливаются к востоку от города Паркер. Далее река течет на юг и впадает в Миссури в 8 км к югу от города Вермиллион.